# Saint-Léger-Triey
 Saint-Léger-Triey  là một xã ở tỉnh Côte-d'Or trong vùng Bourgogne, phía đông nước Pháp. Khu vực này có độ cao trung bình 188 mét trên mực nước biển.